# 329 Svea
För andra betydelser, se Svea (olika betydelser).
329 Svea eller A892 FG är en asteroid upptäckt 21 mars 1892 av den tyske astronomen Max Wolf i Heidelberg. Asteroidens namn syftar på det nordeuropeiska landet Sverige.